# Anker (drengenavn)
 For alternative betydninger, se Anker. (Se også artikler, som begynder med Anker)
Anker er et drengenavn.
Lidt flere end 1600 danskere hedder Anker ifølge Danmarks Statistik.

## Kendte personer med navnet
- Anker Boye, rådmand og næstformand for KL, tidl. borgmester, Odense.
- Anker Buch, dansk violinist og kalkgrube-ejer.
- Anker Jørgensen, dansk statsminister.
- Niels Anker Kofoed, dansk politiker.
- Anker Sørensen, dansk filminstruktør og filmklipper.

## Reference
1. ↑  Danmarks Statistiks navneoversigt